# 아나킨 솔로
아나킨 솔로(Anakin Solo)는 한 솔로와 레아 오르가나의 아들이며 새로운 제다이 기사단의 일원이었다.

## 상세
제이나 솔로, 제이센 솔로 쌍둥이의 친동생이었으며 한 솔로는 원래 '한 솔로 주니어'라고 지으려고 하였으나 레아는 할아버지와 닮은 제다이가 될 것이라면서 아나킨 스카이워커의 아나킨으로 정하였다.